# Miroslav Vymazal
Miroslav Vymazal (* 9. April 1952 in Brno; † 18. Oktober 2002 Bratislava) war ein tschechoslowakischer Bahnradsportler und vierfacher Weltmeister.

## Karriere
In den 1970er Jahren bildete Miroslav Vymazal mit seinem Landsmann Vladimír Vačkář ein erfolgreiches Duo im Tandemrennen, ohnehin eine tschechoslowakische Domäne. Viermal wurden die beiden Sportler gemeinsam Weltmeister: 1973, 1974, 1977 und 1978, 1975 zudem Vize-Weltmeister und 1979 Dritter.
1976 startete Vymazal bei den Olympischen Sommerspielen in Montreal im Sprint und belegte Platz neun. Ein Start im Tandemrennen war nicht möglich, da diese Disziplin nach 1972 aus dem olympischen Programm genommen worden war. Auch als Einzelstarter im Bahnsprint war er erfolgreich, zweimal gewann er den renommierten Grand Prix Framar in Tschechien. Mehrfach gewann er Titel bei den nationalen Meisterschaften auf der Bahn. Er wurde 1982 Titelträger im Sprint, auf dem Tandem gewann er 1973, sowie 1977 bis 1979 mit seinem Standardpartner Vladimír Vačkář, im 1000-Meter-Zeitfahren wurde er 1974 tschechischer Meister. 1979 gewann er den Grand Prix Kopenhagen.
Seit 2003 findet in Bratislava zu seinem Gedenken das Miroslav Vymazal Memorial statt.

## Ehrungen
Er wurde 1973 und 1977 Gewinner der jährlichen Umfrage zum Král cyklistiky (Radsportkönig) des Radsportverbandes Československý svaz cyklistiky.